# Позина
Позина (итал. Posina) — коммуна в Италии, располагается в провинции Виченца области Венеция.
Население составляет 726 человек (2008 г.), плотность населения составляет 17 чел./км². Занимает площадь 43 км². Почтовый индекс — 36010. Телефонный код — 0445.
Покровительницей коммуны почитается святая Маргарита, празднование в последнее воскресенье августа.

## Демография
Динамика населения:

## Администрация коммуны
- Официальный сайт: http://www.comune.posina.vi.it/